# Svalstjärtad skogsnymf
Svalstjärtad skogsnymf (Thalurania furcata) är en fågel i familjen kolibrier.

## Utseende
Svalstjärtad skogsnymf är en rätt liten kolibri med kluven stjärt. Hanen är glittrande grön på huvud och bröst mnedan buken är lilafärgad. I dåligt ljus verkar den dock helmörk. Honan är grön ovan, ljusgrön under. Näbben hos båda könen har en något böjd spets.

## Utbredning och systematik
Svalstjärtad skogsnymf har ett stort utbredningsområde i Sydamerika öster om Anderna, från Venezuela till norra Argentina. Den delas in i 13 underarter med följande utbredning:
- Thalurania furcata refulgens – nordöstra Venezuela (Pariahalvön och Sierra de Cumaná)
- Thalurania furcata furcata – östligaste Venezuela, Guyanaregionen och nordöstra Brasilien norr om Amazonfloden
- Thalurania furcata fissilis – östra Venezuela, till allra västligaste Guyana och nordöstra Brasilien
- Thalurania furcata orenocensis – södra Venezuela vid övre delen av Orinocofloden i Amazonas
- Thalurania furcata nigrofasciata – sydöstra Colombia till sydligaste Venezuela och nordvästra Brasilien
- Thalurania furcata viridipectus – Andernas östsluttning och i lågland i östra Colombia och nordöstra Peru
- Thalurania furcata jelskii – tropiska östra Peru och angränsande Brasilien
- Thalurania furcata simoni – Amazonregionen söder om Amazonfloden i östligaste Peru och västra Brasilien
- Thalurania furcata balzani – norra centrala Brasilien söder om Amazonfloden
- Thalurania furcata furcatoides – nedre Amazonregionen i östra Brasilien söder om Amazonfloden
- Thalurania furcata boliviana – foten av Anderna och i näraliggande lågland i sydöstra Peru och nordöstra Bolivia
- Thalurania furcata baeri – nordöstra och centrala Brasilien till sydöstra Bolivia och norra Argentina
- Thalurania furcata eriphile – sydöstra Brasilien, till Paraguay och nordöstra Argentina (Misiones)

## Levnadssätt
Svalstjärtad skogsnymf hittas i en rad olika skogstyper, från ung regnskog och skogsbryn till gläntor och trädgårdar.

## Status och hot
Arten har ett stort utbredningsområde, men tros minska i antal, dock inte tillräckligt kraftigt för att den ska betraktas som hotad. Internationella naturvårdsunionen IUCN listar arten som livskraftig (LC).